# تاج سرنره
تاج سرنره (انگلیسی: Corona of glans penis) یا تاج آلت تناسلی مرد اشاره دارد به دور پایهٔ سرنره در مردان که یک مرز بیرون‌زده گرد را تشکیل می‌دهد، یک رتروگلاندولار سولکوس (شیار) ژرف در بیرون و دور آن قرار دارد، و پشت آن گردن آلت مردی است.

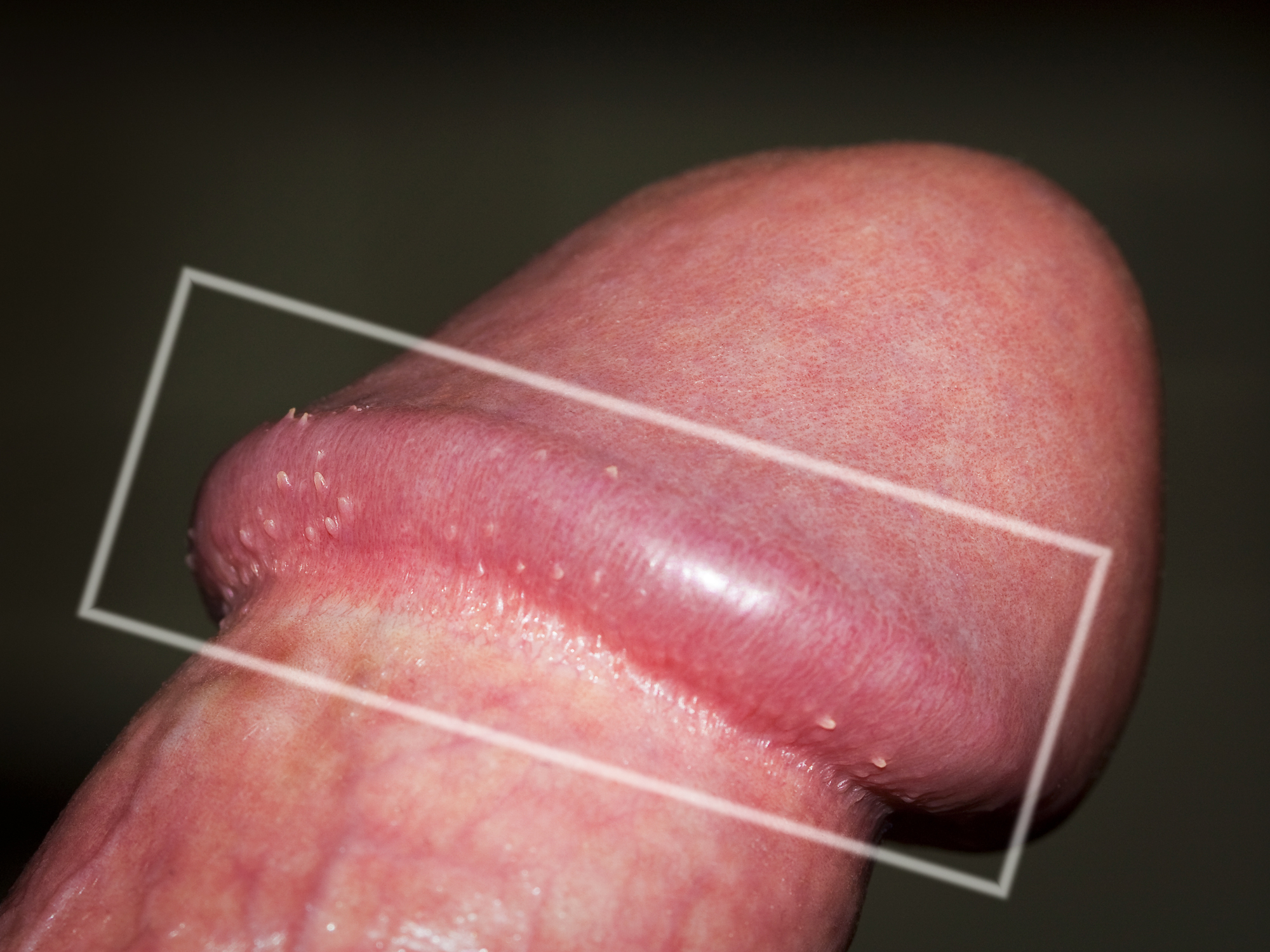
تاج آلت تناسلی

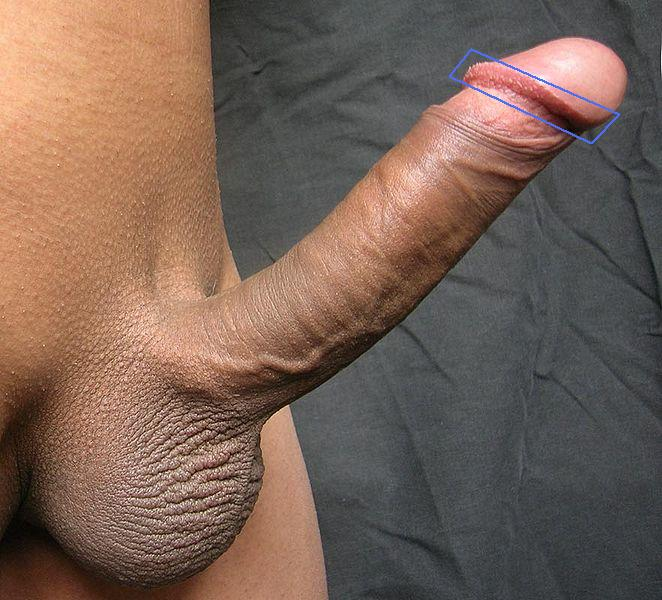
تاج سرنره

## نگارخانه

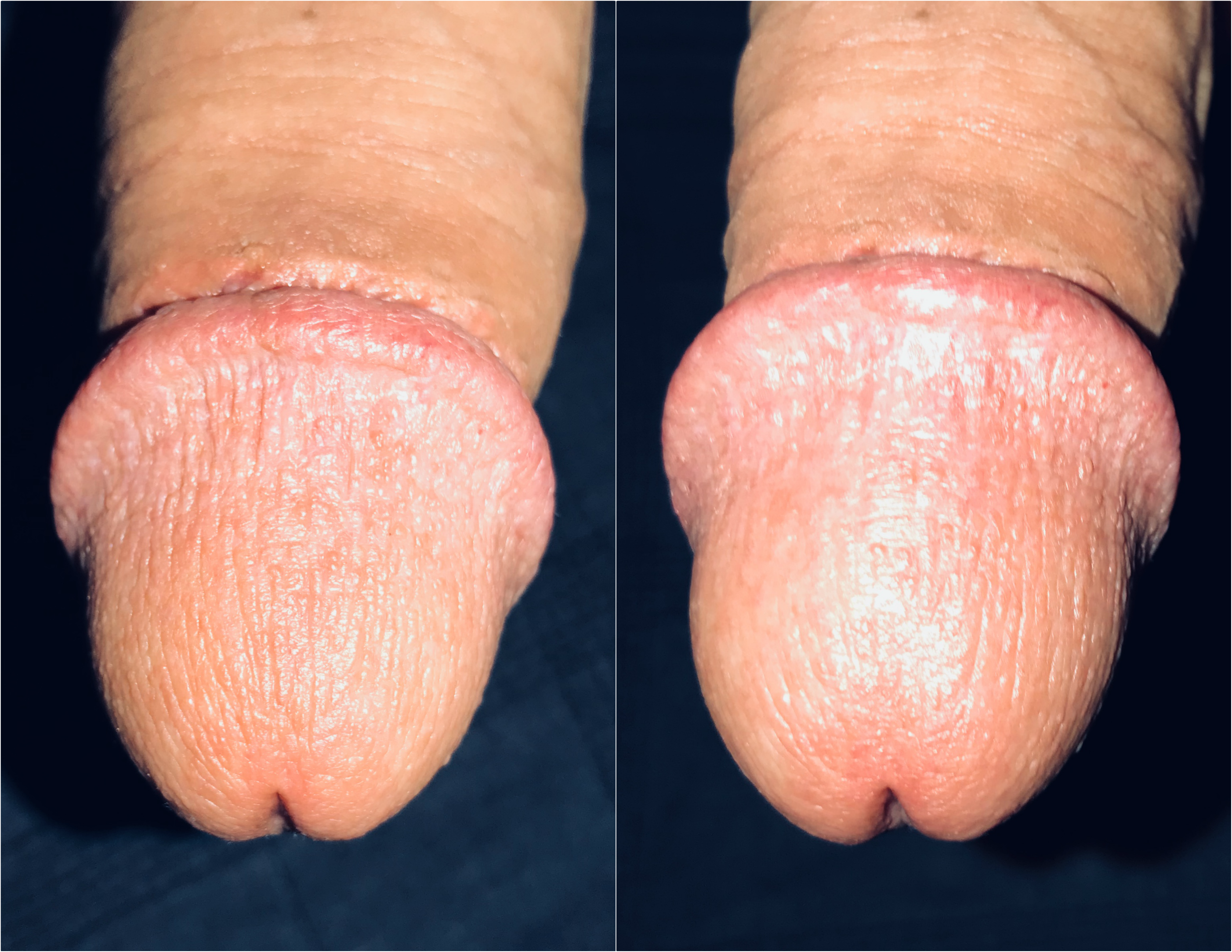
برانگیختگی سرنره
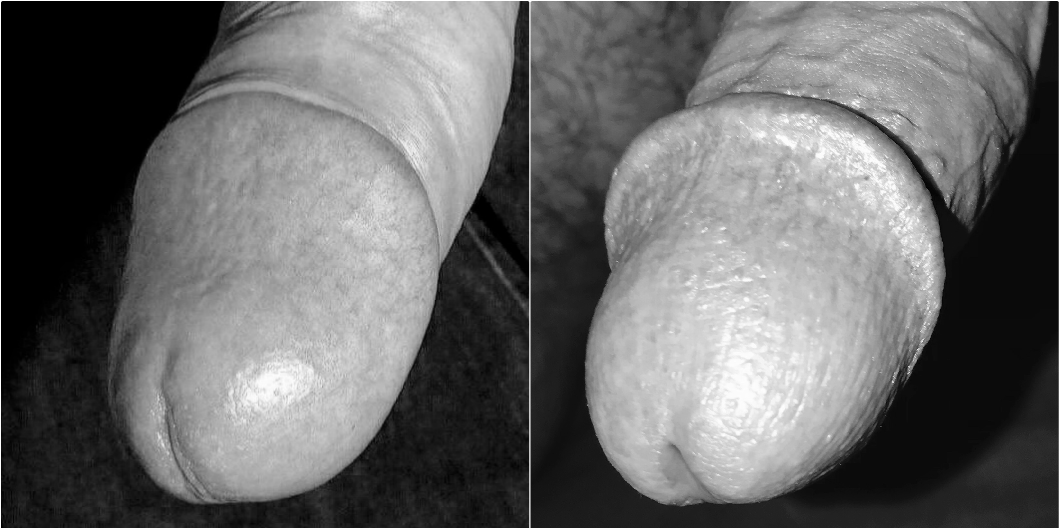
حالت ختنه‌شده و ختنه‌نشده.
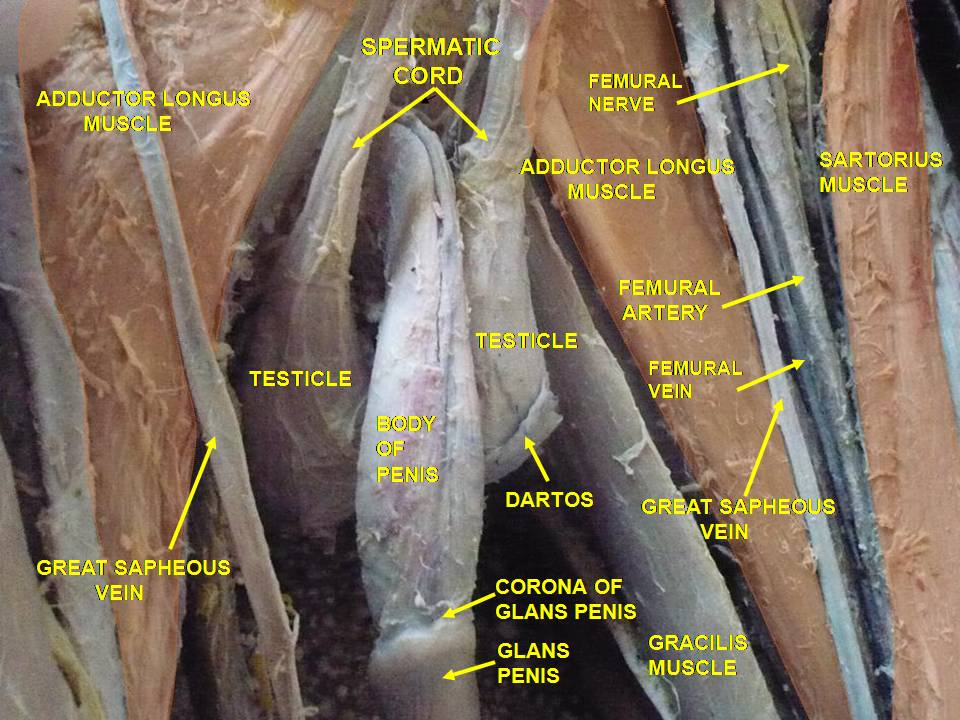
کالبدشکافی آناتومیکال ژنیتال انسان نر
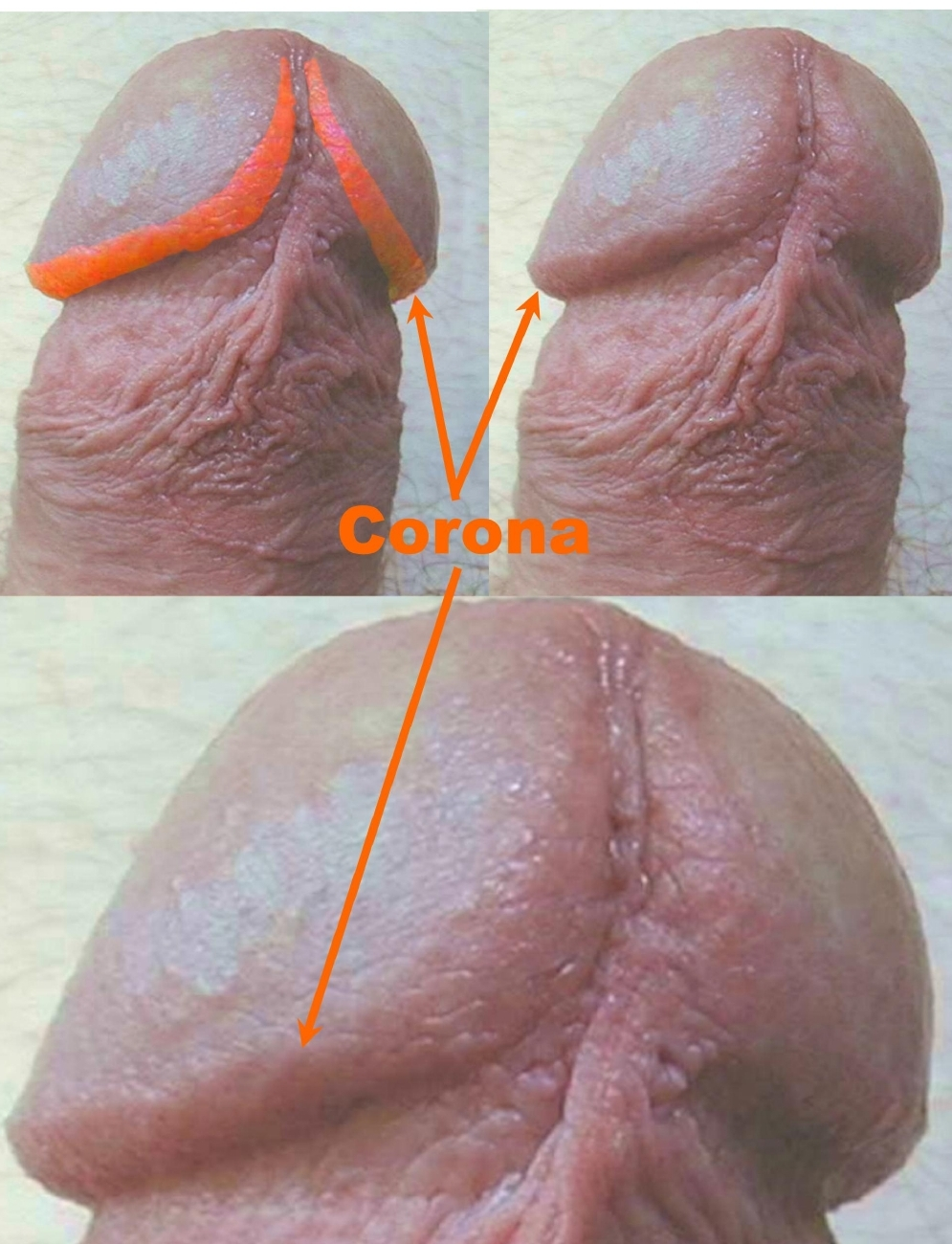
تاج سرنره از زیر
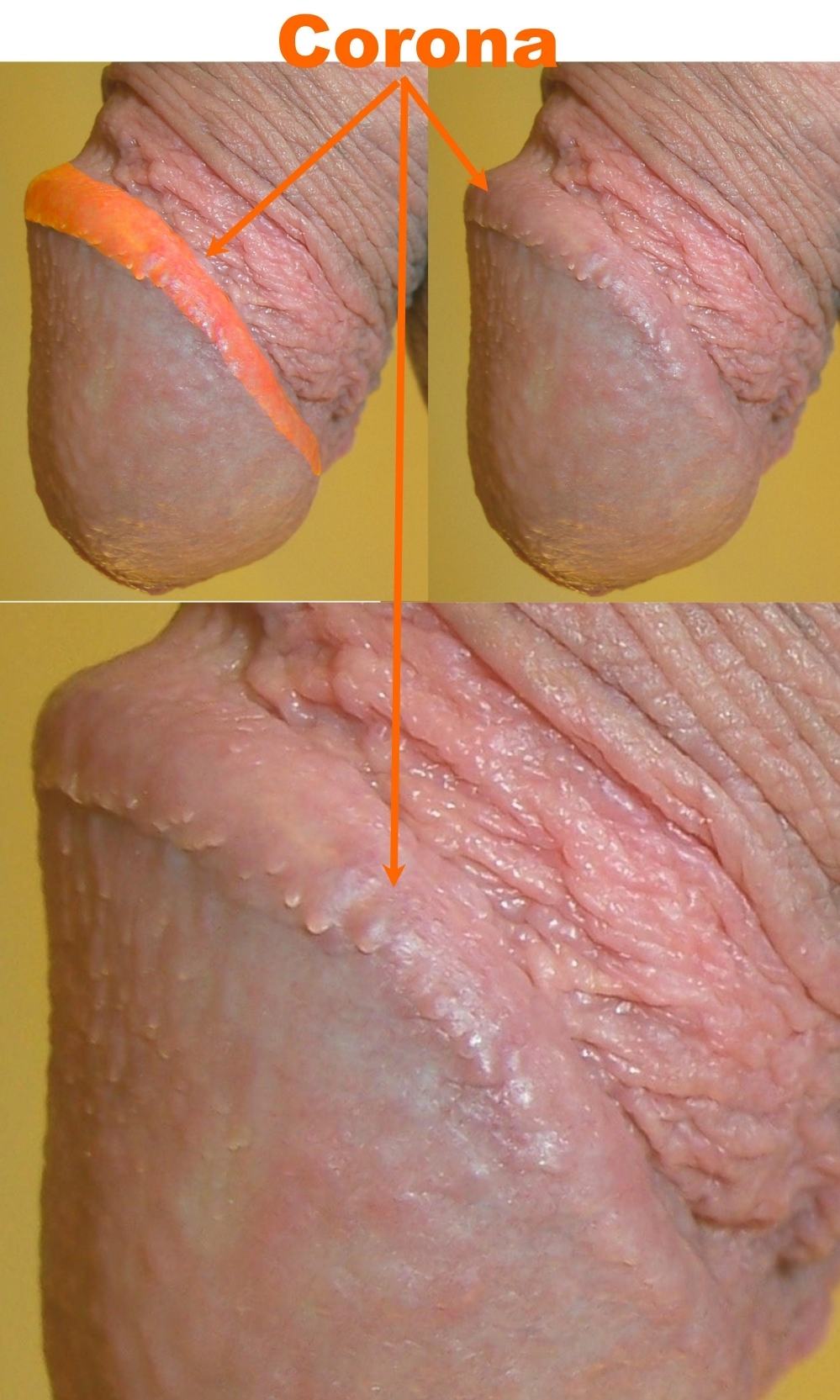
تاج سرنره از کنار
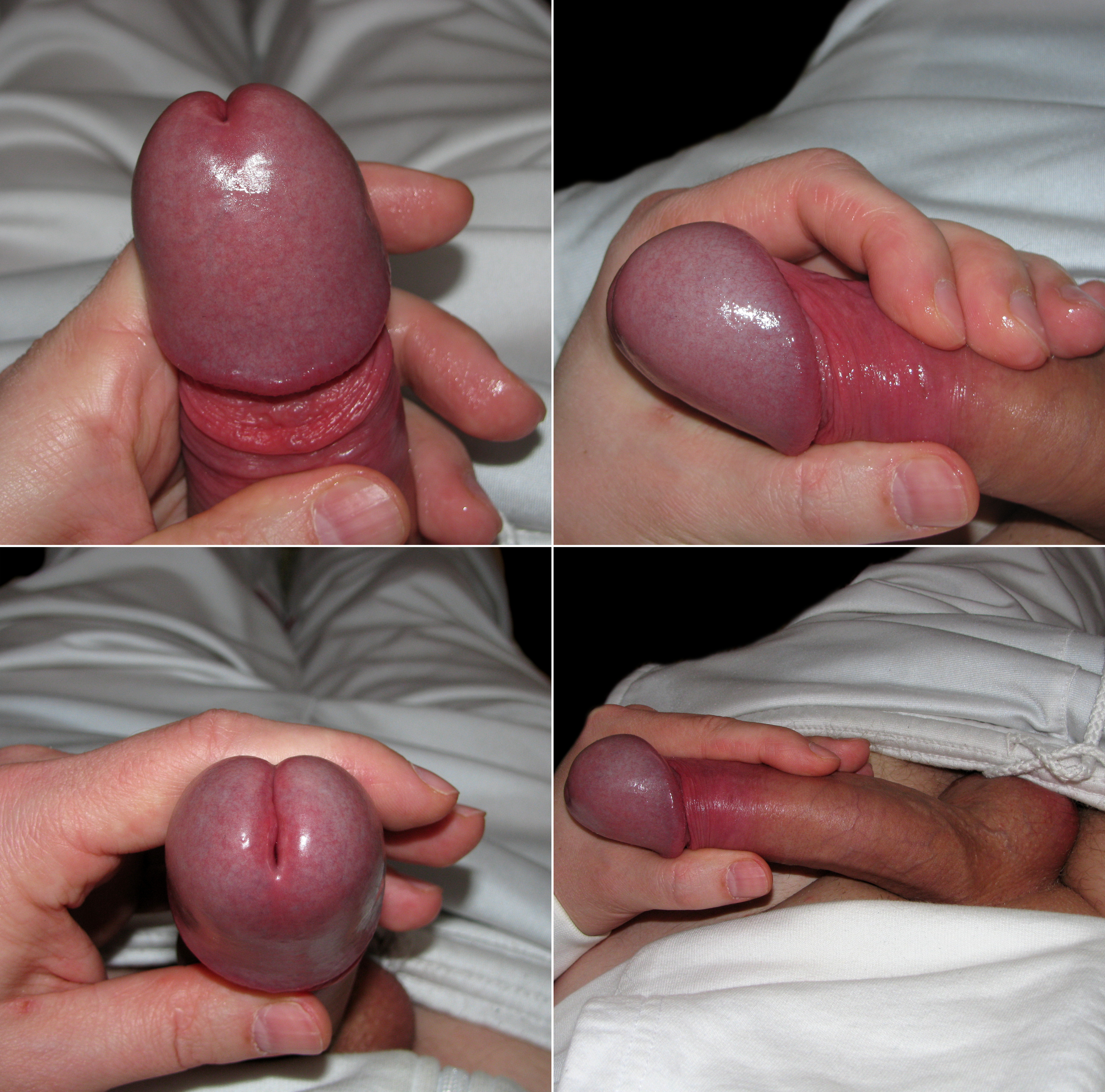
در این تصاویر یک آلت افراشته متعلق به یک مردِ ۳۴ ساله نشان داده شده است. حین نعوظ کامل اندازهٔ سرنرهٔ برانگیخته تقریبا ۴/۸ تا ۵ سانتی‌متر در درازا (سوراخ شاشراه تا تاج پنیس)، ۴/۲ تا ۴/۵ سانتی‌متر در پهنا (دو سوی تاج پنیس) و ۳/۲ تا ۳/۵ سانتی‌متر در بلندا (لگام تا تاج آلت) است. ولی در حالت خوابیده درازا ۳/۵ سانتی‌متر و پهنا ۳/۵ می‌باشند.